# Södra Kyrkbyn
Södra Kyrkbyn (zuidelijk kerkdorp) is een plaats in de gemeente Avesta in het landschap Dalarna en de provincie Dalarnas län in Zweden. De plaats heeft 50 inwoners (2005) en een oppervlakte van 16 hectare. De plaats ligt iets ten westen van de stad Avesta.